# Olof Jansson
Ej att förväxla med den åländske lantbrukaren och politikern Olof M. Jansson (1913–2007).
Sven Olof Jansson, född 6 maj 1931 i Kökar, död där 1 augusti 2004, var en åländsk lärare och politiker. 
Jansson utexaminerades som folkskollärare 1954 och var verksam som lärare i hemkommunen 1954–1979. Han var medlem av Ålands landsting/lagting 1964–1994, talman 1979–1983 och 1987–1994. Han representerade Åland i Nordiska rådet 1979–1990.